# Redução de nitrilas
Em redução de nitrilas, uma nitrila é reduzida a uma amina ou a um aldeído na presença de um reagente químico adequado.

## Hidrogenação catalítica
A hidrogenação catalítica de nitrilas é, frequentemente, a rota mais econômica disponível para a produção de aminas primárias. Os catalisadores usados na reação geralmente incluem metais do grupo 10, como níquel de Raney (à base de níquel), negro de paládio ou dióxido de platina. No entanto, outros catalisadores, como boreto de cobalto, também podem ser seletivos para a produção de aminas primárias:
{\displaystyle {\rm {R\!-\!C\!\equiv \!N+2\ H_{2}\rightarrow R\!-\!CH_{2}NH_{2}}}}
Uma aplicação comercial dessa tecnologia é a produção de hexametilenodiamina a partir de adiponitrila, um precursor do Nylon 66.
A depender das condições reacionais, as iminas intermediárias também podem sofrer ataques pelo hidrogênio, gerando aminas secundárias e terciárias:
{\displaystyle {\rm {2\ R\!-\!C\!\equiv \!N+4\ H_{2}\rightarrow (R\!-\!CH_{2})_{2}NH+NH_{3}}}}
{\displaystyle {\rm {3\ RC\!\equiv \!N+6\ H_{2}\rightarrow (R\!-\!CH_{2})_{3}N+2\ NH_{3}}}}
Tais reações prosseguem via intermediários enamina. A condição reacional mais importante para a produção seletiva de aminas primárias é a escolha do catalisador. Outros fatores importantes incluem a escolha do solvente, o pH da solução, os efeitos estéricos e a temperatura e a pressão do hidrogênio.

## Reduções estequiométricas
Agentes redutores para a conversão não-catalítica em aminas incluem hidreto de alumínio e lítio, boro-hidreto de lítio, diborano e sódio elementar em solventes alcoólicos.

### A aldeídos
Nitrilas também podem ser reduzidas a aldeídos. A síntese de aldeídos de Stephen usa cloreto de estanho (II) e ácido clorídrico para produzir um aldeído através da hidrólise de um sal de imínio resultante.  Aldeídos também podem formar-se usando um doador de hidreto seguido da hidrólise in situ de uma imina. Reagentes úteis para essa reação são ácido fórmico com hidrogenação catalítica ou hidretos metálicos que são usados para adicionar hidrogênio à nitrila. Por exemplo, boro-hidreto de sódio reduz nitrilas a solventes alcoólicos com um catalisador de CoCl2 ou com níquel Raney. O agente redutor hidreto de di-isobutilalumínio, ou DIBAL-H, é outro hidreto de metal comumente utilizado. DIBAL-H atua como uma fonte de hidreto, adicionando um íon hidreto ao carbono da nitrila. A imina resultante é um intermediário relativamente estável que pode ser hidrolisado a aldeído.

#### Mecanismo

O mecanismo para a redução de uma nitrila a um aldeído com DIBAL-H

DIBAL-H é adicionado em quantidades controladas em baixas temperaturas para se realizar a redução parcial da nitrila. O átomo de alumínio no DIBAL atua como um ácido de Lewis, aceitando um par de elétrons da nitrila. Esta é, então, reduzida pela transferência de um íon hidreto para o carbono da ligação tripla carbono-nitrila, produzindo-se uma imina. Após um processamento com água, o complexo de alumínio é hidrolisado para produzir o aldeído desejado. Como o processamento hidrolítico gera o aldeído ao final, a nitrila não sofre redução excessiva.

## Métodos eletroquímicos
Nitrilas aromáticas também podem ser reduzidas eletroquimicamente.